# Spolna tranzicija
Spolna tranzicija ali krajše imenovana tranzicija je proces spreminjanja lastnega spolnega izraza ali spolnih značilnosti v skladu z notranjim občutkom svoje spolne identitete. V kontekstu spolne tranzicije navadno govorimo o dveh oblikah tranzicije: medicinski in socialni.
Tranzicija je kompleksen proces, ki vključuje vse ali le nekatere izbrane spolne vidike posameznikovega življenja, vključno z videzom, družbenimi vlogami, pravnim statusom in telesnimi značilnostmi. Ljudje izbirajo elemente svoje tranzicije na podlagi svoje spolne identitete, telesne podobe, osebnosti, pa tudi sredstev, ki jih imajo na voljo in odnosa okolice do njih. Da bi ugotovili, katere spremembe jim najbolj ustrezajo, uporabljajo določeno mero eksperimentiranja. Tranzicija se razlikuje tudi med kulturami in subkulturami glede na razlike v družbenih pogledih na spol.
Zavod TransAkcija v Priročniku o tranziciji iz leta 2022 navaja, da je tranzicija "proces, kjer transspolna oseba spremeni razne stvari na oz. o sebi, da ji je lažje in bolj udobno živeti. Namen tranzicije je, da se oseba spremeni tako, da bo bolj v skladu s svojimi željami in pričakovanji glede videza, načinov izražanja in vključenosti v družbo, ki jih pripisuje določenemu spolu. Načinov, kako narediti tranzicijo, je toliko kot je trans oseb."
Tranzicija se za osebo začne z odločitvijo za tranzicijo, ki jo spodbudi občutek, da se njena spolna identiteta ne ujema s spolom, ki ji je bil pripisan ob rojstvu. Eden najpomembnejših delov tranzicije je razkritje (tudi "coming out"). Tranzicija je proces, ki lahko traja od nekaj mesecev do nekaj let. Nekatere osebe, zlasti nebinarne ali kvirspolne osebe, lahko v tranziciji preživijo vse življenje ter sčasoma znova opredelijo in interpretirajo svoj spol. Tranzicija se običajno začne tam, kjer se oseba počuti udobno, največkrat pri prijateljih in/ali pri družini. Včasih je tranzicija na različnih stopnjah med različnimi življenjskimi področji: nekdo je lahko na primer med člani družine in prijatelji s tranzicijo že daleč, preden se razkrije kot transspolna ali spolno nenormativna oseba sodelavcem na delovnem mestu.
Tranzicija se v družbi včasih enači z operacijo za potrditev spola ali drugimi medicinskimi postopki, vendar so ti le eden od možnih elementov tranzicije. Veliko oseb v tranziciji se odloča, da ne bodo opravili operacije za potrditev spola, bodisi zaradi omejenega dostopa ali sredstev, bodisi pa zato, ker ta element ni del njihove želene lastne tranzicije. Tranzicija je bolj celostna od le enega kirurškega postopka in običajno vključuje fizične, psihološke, socialne in čustvene spremembe. Nekatere transspolne, predvsem mnoge transspolne nebinarne osebe nimajo želje po operativnih posegih za potrditev spola ali po vključitvi v medicinsko tranzicijo nasploh in se bolj udobno počutijo zgolj z elementi socialne tranzicije.

## Socialni vidiki tranzicije
Socialni vidik tranzicije, imenovan tudi socialna tranzicija, se začne z razkritjem, tj. z obvestilom drugim osebam, da se oseba identificira kot transspolna ali spolno raznolika. Razkrita transspolna oseba običajno privzame novo izbrano ime in prosi druge, da jo imenujejo z drugačnimi zaimki kot prej; na primer transspolni moški prosi, da ga imenujejo on in ne ona, nebinarna oseba pa lahko prosi, da jo imenujejo oni ali z izmenjujočimi zaimki ali kako drugače.
Estetika in moda sta pogosta dejavnika pri socialni tranziciji. Osebe v tranziciji pogosto spremenijo vrsto oblačil in dodatkov, si drugače uredijo lase in sprejmejo nove tehnike nege ali ličenja, da bi spremenile svoj videz. Zavod TransAkcija navaja, da lahko socialna tranzicija vključuje "spremembo v načinu oblačenja, frizure, pričetek uporabe različnih pripomočkov za lajšanje spolne disforije /.../, spremenjen način, kako ima oseba spolne odnose, trening glasu z namenom spremembe višine glasu /.../ in mnogo drugega." Nekaterim trans osebam, ki si ne želijo medicinske tranzicije ali vanjo iz drugih razlogov ne vstopajo, socialna tranzicija predstavlja pomemben način, kako potrditi svojo spolno identiteto.
Osebni odnosi med in po tranziciji osebe pogosto dobijo drugačno dinamiko glede na spol, kot se pogosto spremenijo tudi spolne vloge in družbena pričakovanja, povezana s spolom osebe. Ob tranziciji se mnogokrat spremenijo tudi posameznikove predstave o spolu na splošno, kar lahko vpliva na njegova verska, filozofska in/ali politična prepričanja.

### Pravni vidiki
Pravne vidike socialne tranzicije transspolnih oseb imenujemo pravno priznanje spola, kar največkrat vključuje uradno spremembo imena in spolnega označevalca na osebnih dokumentih osebe. Transspolne osebe lahko v mnogih delih sveta zakonito spremenijo svoje ime v izbrano ime in spolni označevalec na osebnih dokumentih v spol, ki ustreza njihovi spolni identiteti.
V nekaterih državah je mogoča le sprememba imena, ne pa tudi sprememba spolnega markerja, ponekod pa ni urejen noben od teh postopkov. Pravni okviri postopkov in pravila, ki jih pogojujejo, se med državami razlikujejo. Nekatere jurisdikcije za možnost pravnega priznanja spola zahtevajo opravljene operativne za potrditev spola, vključno z rekonstrukcijo genitalij. Nekatere, vključno s Slovenijo, zahtevajo pridobitev diagnoze duševne motnje. Številne evropske države omogočajo pravno priznanje spola na osnovi samoopredelitve, tj. zgolj vloženi prošnji za spremembo s strani osebe, ki spremembo opravlja.
Zagovornik načela enakosti v Posebnem poročilu: Položaj transspolnih ljudi v postopkih medicinske potrditve spolne identitete in pravnega priznanja spola v Sloveniji iz leta 2021 navaja, da "bi morala biti samoopredelitev ključna osnova pravnega priznanja spola. Oblikovati bi se morala časovnica sprejemanja novega zakona, ki bi urejal to področje in bi temeljil na malteškem zakonu o pravnem priznanju spola. Proces pravnega priznanja spola bi moral biti zakonsko ločen od medicinske potrditve spolneidentitete naprej."
Nekatere evropske države, kot tudi nekatere ameriške zvezne države so začele v svoje zakonodaje dodajati možnost zakonite spremembe oznake spola v možnost "X" kot tretjo možnost poleg "M" in "Ž" v pravnih dokumentih. V Posebnem poročilu Zagovornika načela enakosti je zapisano, da "Resolucija (parlamentarne skupščine Sveta Evrope št. 2048, 2015) glede postopkov medicinske potrditve spolne identitete /.../ države poziva, da poleg možnosti izbire ženskega ali moškega spola omogočijo tudi izbiro tretje možnosti, ki bo nevtralna" in Ministrstvu za delo, družino, socialne zadeve in enake možnosti priporoča, "da pripravi celovit zakon o pravnem priznanju spola, v okviru katerega naj /.../ omogoči tudi vpis tretje, nevtralne možnosti pri označevanju spola za transspolne in interspolne ljudi."

## Medicinski vidiki tranzicije
Medicinski vidiki tranzicije predstavljajo medicinsko tranzicijo, imenovano tudi medicinska potrditev spolne identitete. Ta lahko spremlja proces socialne tranzicije, ni pa nujno, da se transspolna oseba zanjo odloči. Poleg spremembe oblačil, pričeske in drugih elementov zunanjega videza, lahko transspolne osebe na svoje telesne značilnosti vplivajo tudi s postopki, ki vključujejo zdravniško posredovanje, kot so na primer hormonska terapija ali operativni posegi. Za nekatere transspolne osebe je medicinska potrditev spolne identitete tudi ključen element pri ublažitvi spolne disforije in so kot take za mnoge ljudi medicinsko nujne.
Zagovornik načela enakosti medicinsko potrditev spolne identitete opisuje kot "različne medicinske posege, ki omogočajo osebi, da preide od spola, ki ji je bil pripisan ob rojstvu, k spolu, s katerim se poistoveti, torej ki ga čuti kot njej lastnega." Zavod TransAkcija navaja, da lahko medicinska tranzicija "vključuje hormonsko terapijo, nadgradnjo ali izgradnjo sekundarnih spolnih značilnosti ter kirurške posege za potrditev spola."  Prav tako navajajo, da se osebe same odločajo glede vrste posega in da "se pri različnih osebah pojavljajo v različnih zaporedjih in obsegih."
V Sloveniji od 90. let prejšnjega stoletja za pomoč osebam s spolno disforijo deluje Interdisciplinarni konzilij za potrditev spolne identitete, ki se je leta 2020 tudi formaliziral z ustanovnim aktom. V konziliju delujejo zdravstveni specialisti iz različnih medicinskih področij in delujejo po smernicah Svetovnega združenja za zdravje transspolnih oseb Standardi oskrbe.